# Marvin Friedrich
Marvin Friedrich (Kassel, 13 december 1995) is een Duits voetballer die doorgaans als centrale verdediger speelt. Hij verruilde Union Berlin in januari 2022 voor Borussia Mönchengladbach.

## Clubcarrière
Friedrich speelde in de jeugd bij FSC Guxhagen, OSC Vellmar, SC Paderborn 07 en Schalke 04. Hij debuteerde op 13 september 2014 in het betaald voetbal, toen hij met Schalke 04 een competitiewedstrijd speelde tegen Borussia Mönchengladbach in het Borussia-Park. Hij viel daarin na 71 minuten in voor Dennis Aogo. Schalke 04 verloor met 4–1, na doelpunten van André Hahn (2x), Raffael en Max Kruse. Friedrich maakte dat seizoen ook zijn debuut in de Champions League en in 2015/16 in de Europa League. In het laatste jaar speelde hij in de competitie drie minuten verdeeld over twee wedstrijden.
Friedrich tekende in juni 2016 een contract tot medio 2019 bij FC Augsburg, de nummer twaalf van de Bundesliga in het voorgaande seizoen. Hij miste meteen de eerste vier maanden van het seizoen vanwege een buikspierblessure. Hij zat daarna nooit meer bij de selectie van het eerste elftal. In plaats daarvan speelde hij anderhalf jaar met FC Augsburg II in de Regionalliga.
Friedrich kreeg in januari 2018 een nieuwe kans in het profvoetbal bij Union Berlin. Hier werd hij meteen basisspeler. Eerst anderhalf jaar in de 2. Bundesliga en vanaf 2019/20 ook in de Bundesliga. Hij speelde in 4,5 jaar 124 competitiewedstrijden voor Union, waarvan 123 als basisspeler. Hij plaatste zich in 2020/21 met zijn teamgenoten voor de Conference League. Dat was de eerste keer in negentien jaar dat Union Europees voetbal haalde.
Friedrich verruilde Union Berlin in januari 2022 voor Borussia Mönchengladbach.

## Clubstatistieken
| Seizoen | Club                     | Competitie          | Competitie | Competitie | Beker | Beker | Internationaal | Internationaal | Totaal | Totaal |
| Seizoen | Club                     | Competitie          | Wed.       | Dlp.       | Wed.  | Dlp.  | Wed.           | Dlp.           | Wed.   | Dlp.   |
| ------- | ------------------------ | ------------------- | ---------- | ---------- | ----- | ----- | -------------- | -------------- | ------ | ------ |
| 2014/15 | Schalke 04               | Bundesliga          | 5          | 0          | 0     | 0     | 1              | 0              | 6      | 0      |
| 2015/16 | Schalke 04               | Bundesliga          | 2          | 0          | 0     | 0     | 1              | 0              | 3      | 0      |
| Totaal  | Totaal                   | Totaal              | 7          | 0          | 0     | 0     | 2              | 0              | 9      | 0      |
| 2016/17 | FC Augsburg II           | Regionalliga Bayern | 13         | 0          | 0     | 0     | —              | —              | 13     | 0      |
| 2017/18 | FC Augsburg II           | Regionalliga Bayern | 13         | 0          | 0     | 0     | —              | —              | 13     | 0      |
| Totaal  | Totaal                   | Totaal              | 26         | 0          | 0     | 0     | 0              | 0              | 26     | 0      |
| 2017/18 | Union Berlin             | 2. Bundesliga       | 12         | 1          | 0     | 0     | —              | —              | 12     | 1      |
| 2018/19 | Union Berlin             | 2. Bundesliga       | 34         | 0          | 2     | 0     | —              | —              | 36     | 0      |
| 2019/20 | Union Berlin             | Bundesliga          | 31         | 2          | 3     | 0     | —              | —              | 34     | 2      |
| 2020/21 | Union Berlin             | Bundesliga          | 34         | 5          | 2     | 0     | —              | —              | 36     | 5      |
| 2021/22 | Union Berlin             | Bundesliga          | 13         | 0          | 1     | 0     | 7              | 0              | 21     | 0      |
| Totaal  | Totaal                   | Totaal              | 124        | 8          | 8     | 0     | 7              | 0              | 139    | 8      |
| 2021/22 | Borussia Mönchengladbach | Bundesliga          | 8          | 0          | 1     | 0     | —              | —              | 9      | 0      |
| 2022/23 | Borussia Mönchengladbach | Bundesliga          | 23         | 1          | 1     | 0     | —              | —              | 24     | 1      |
| Totaal  | Totaal                   | Totaal              | 31         | 1          | 2     | 0     | 0              | 0              | 33     | 1      |

Bijgewerkt op 17 juli 2023.

## Interlandcarrière
Friedrich speelde voor Duitsland –19 en Duitsland –20. Hij won met Duitsland –19 het EK –19 van 2014. Hij speelde dat toernooi zelf 32 minuten, tijdens invalbeurten in een groepswedstrijd tegen Bulgarije –19 en in de halve finale tegen Oostenrijk –19.

## Erelijst
| Europees kampioen –19 | 1x | 2014 |

1 Omlin  ·
2 Chiarodia ·
3 Itakura ·
5 Friedrich ·
7 Stöger ·
8 Weigl ·
9 Honorat ·
10 Neuhaus ·
11 Kleindienst ·
13 Fukuda ·
14 Pléa ·
16 Sander ·
19 Ngoumou ·
20 Netz ·
21 Sippel ·
22 Lainer ·
25 Hack ·
26 Ullrich ·
27 Reitz ·
28 Ranos ·
29 Scally ·
30 Elvedi ·
31 Čvančara ·
33 Nicolas ·
38 Borges Sanches ·
41 Olschowsky ·
Coach: Seoane
· Assistent-coach: Neuville